# Серджент, Джесси
Джесси Серджент (англ. Jesse Sergent, род. 8 июля 1988 год в Фейлдинге, Новая Зеландия) — новозеландский шоссейный и трековый велогонщик, бронзовый призёр Летних Олимпийских игр 2008 года и Летних Олимпийских игр 2012 года в командном преследовании на треке. Выступает c 2016 года за команду AG2R Citroën.

## Карьера
На Летних Олимпийских играх 2008 года в Пекине Джесси Серджант выиграл бронзовую медаль в составе сборной Новой Зеландии в командном преследовании на треке.
В ноябре 2008 года новозеландец подписал контракт любительской молодёжной командой Trek-Livestrong, за которую выступал в 2009 и 2010 году. На Чемпионате мира по треку-2009 завоевал бронзовую медаль в командном преследовании.
В следующем, 2010 году, на Чемпионате мира на треке сборная Новой Зеландии защитила третье место, а также Джесси Сержент завоевал серебряную медаль в индивидуальном преследовании. Участвовал в Играх Содружества в Дели, где выиграл две серебряные медали в индивидуальном и командном преследовании. В конце 2010 года Серджант успешно дебютировал в качестве стажера в Team RadioShack, что позволило команде подписать его к качестве спортсмена в основную команду на дальнейшие сезоны.
В 2011 на Чемпионате мира на треке в голландском Апелдорне стал вице-чемпионом мира в индивидуальном преследовании и одержал самую крупную победу на шоссе — выиграл гонку с раздельным стартом на 4 этапе Энеко Тура.
На Олимпийских играх 2012 года в Лондоне новозеландец в составе команды своей страны завоевал бронзовую медаль в командном преследовании.
10 июля 2014 года победил на 5 этапе Тура Австрии до Сан-Йохана.